# Jardin médiéval
Pour les articles homonymes, voir Jardin (homonymie) et Moyen Âge (homonymie).
Un jardin médiéval est un jardin de l'époque médiévale (Ve siècle au XVe siècle). Il est recréé à l'époque contemporaine (XXe ou XXIe siècle) à partir de documents historiques sur les plantes et jardins connus du Moyen Âge occidental.

## Histoire
Du VIIe au XIIIe siècle, l'occident médiéval puis féodal développe une forme distincte des jardins de ses domaines médiévaux, inspirés des jardins néolithiques et des jardins  romains (horti, en latin) de l'Empire romain, notamment sous l'influence des jardins monastiques de l'expansion monastique de l'occident chrétien (avec l'hortus conclusus, inspirés du jardin d'Éden du Livre de la Genèse de la Bible et de la religion abrahamique).

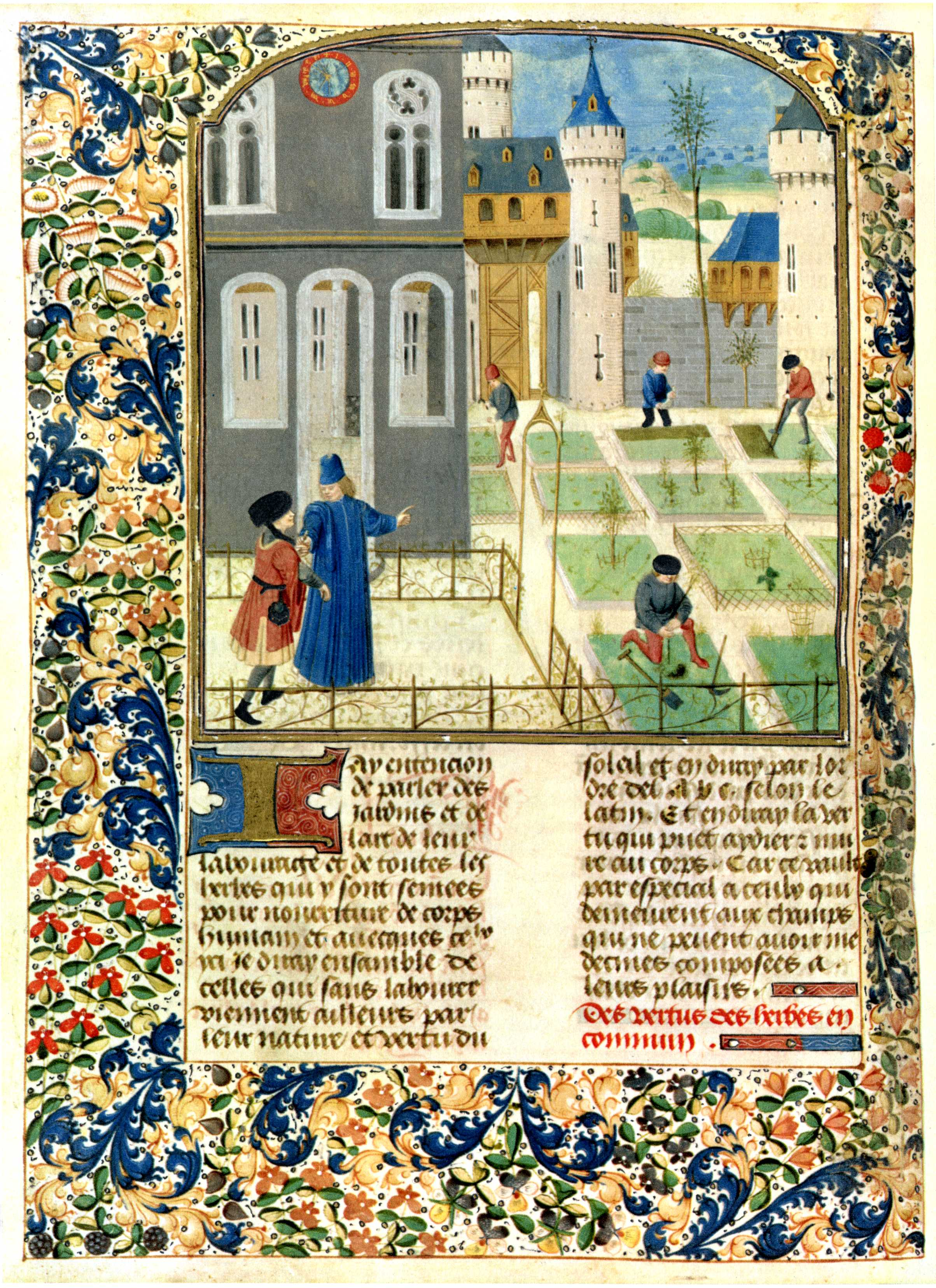
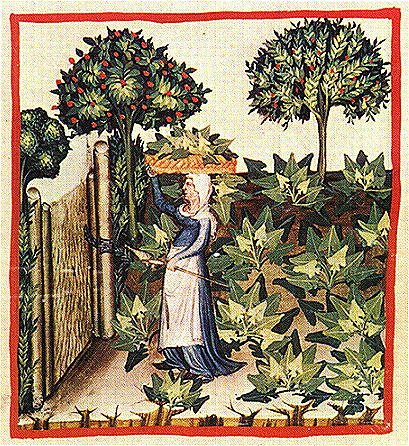
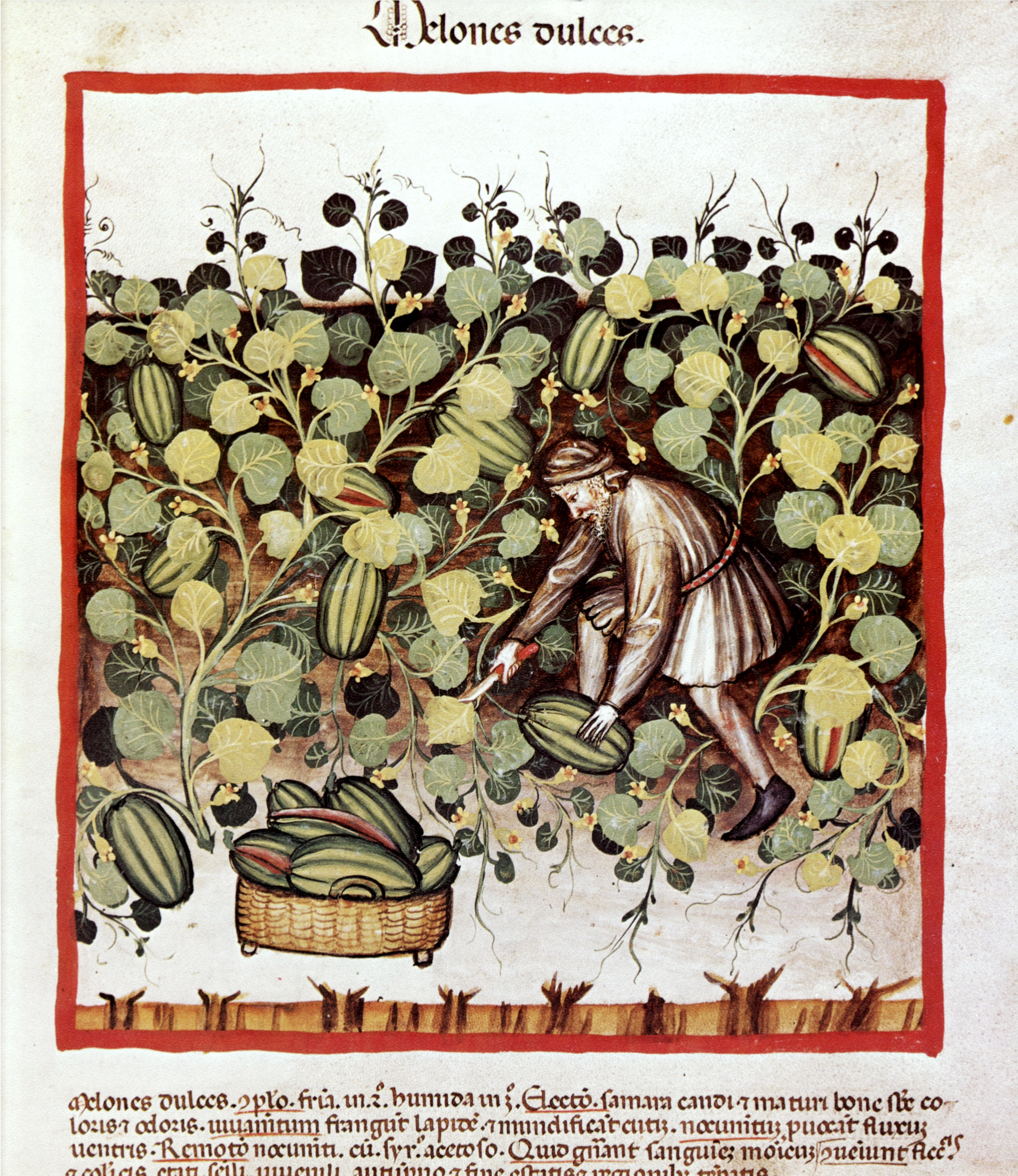
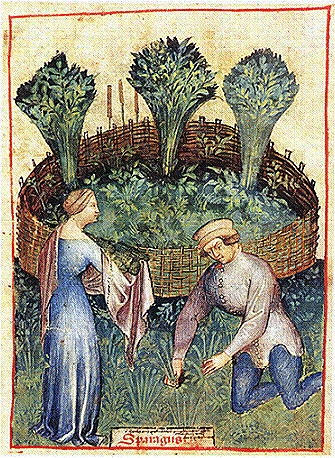

L'évêque de Poitiers Venance Fortunat compose le poème « Le jardin de la reine Ultrogothe » du VIe siecle, sur le thème du jardin médiéval du palais de la Cité, pour la veuve du roi mérovingien de Paris Childebert Ier « Ici l'éclatant printemps fait pousser un gazon verdoyant, et répand les parfums des roses du paradis, ici les jeunes pampres offrent leur ombre protectrice aux ardeurs de l'été, et abritent sous leurs frondaisons les ceps chargés de grappes, le jardin est émaillé de mille fleurs variées, les fruits y ont une éclatante blancheur ou un habit de pourpre. L'été y est plus doux et la brise aux discrets murmures, balance sans relâche les pommes suspendues à leur tige. ».
La tradition des jardins antiques évolue différemment avec la civilisation islamique, avec l'apogée des jardins andalous (VIIIe-XIe siècle) d'une remarquable richesse végétale et architecturale. La Renaissance italienne de XVe siècle marque la fin du Moyen Âge, avec ses jardins à l'italienne, qui inspirent les jardins à la française du XVIIe siècle (et par contraste du jardin à l'anglaise du XVIIIe siècle).

## Caractéristiques

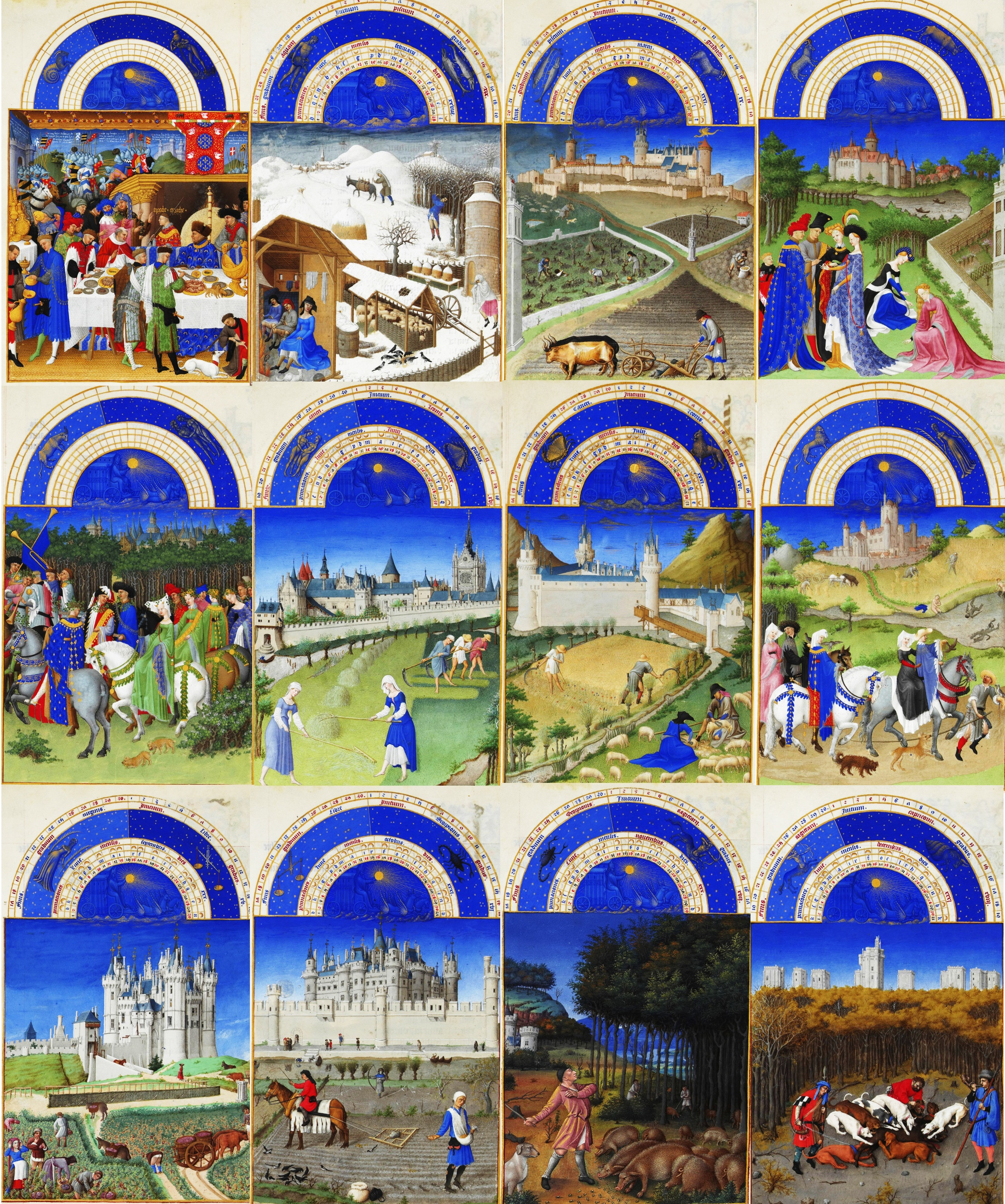
Les Très Riches Heures du duc de Berry (XVe siècle)

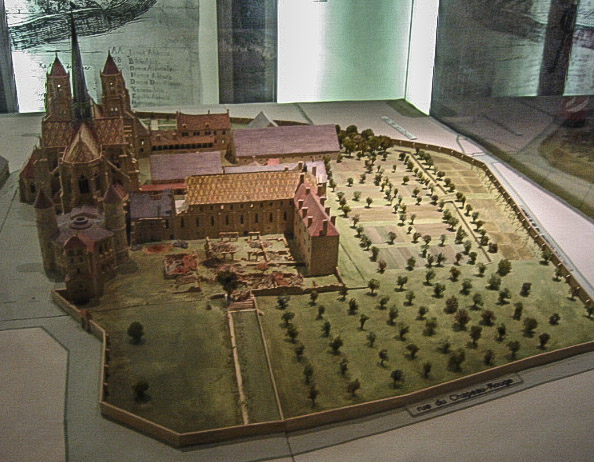
Jardins et vergers de l'abbaye Saint-Bénigne de Dijon, du royaume de Bourgogne (fondée au VIe siècle).

- Paysage : le jardin médiéval est généralement clos et protégé, situé aux abords ou dans une enceinte médiévale : palais, château fort, manoir, abbaye, monastère, prieuré, cloître…
- Ordonnancement : les plantes y sont ordonnées en espaces cultivés, généralement en jardinage en carrés, limités par des bordures en bois, des plates-bandes, des fascines en branches tressées, des plessis de saule, d'osier, de coudrier ou de châtaignier. Les jardins peuvent comprendre des allées, puits, fontaine, pergola…
- Plantes : il est constitué d'un mélange ordonné de jardin potager, de jardin médicinal, de plante magique, de plante utile, de jardin d'agrément, et de verger. Le capitulaire De Villis (ou liste de Charlemagne, ou Herbularius, fin du VIIIe siècle ou début du IXe siècle[3]) comprend une liste de 90 espèces à planter dans les cloîtres et les jardins de l'Empire carolingien. Parmi elles, des légumes, des herbes médicinales et plantes magiques pour préparer remèdes, tisanes, potions et onguents, ainsi que des herbes aromatiques et herbes condimentaires pour relever les plats de la cuisine médiévale. Les plantes admises sont toutes les plantes sauvages ou cultivées connues en Europe, entre les Ve et XVe siècles, telles que : absinthe[4], hysope[5], marjolaine, mélisse[6], menthe poivrée[7], menthe verte[7], origan, pimprenelle[8], romarin[9], sauge sclarée[10], sauge officinale[10], thym[5], verveine citronnelle[11]...

Quelques jardins d'inspiration médiévales
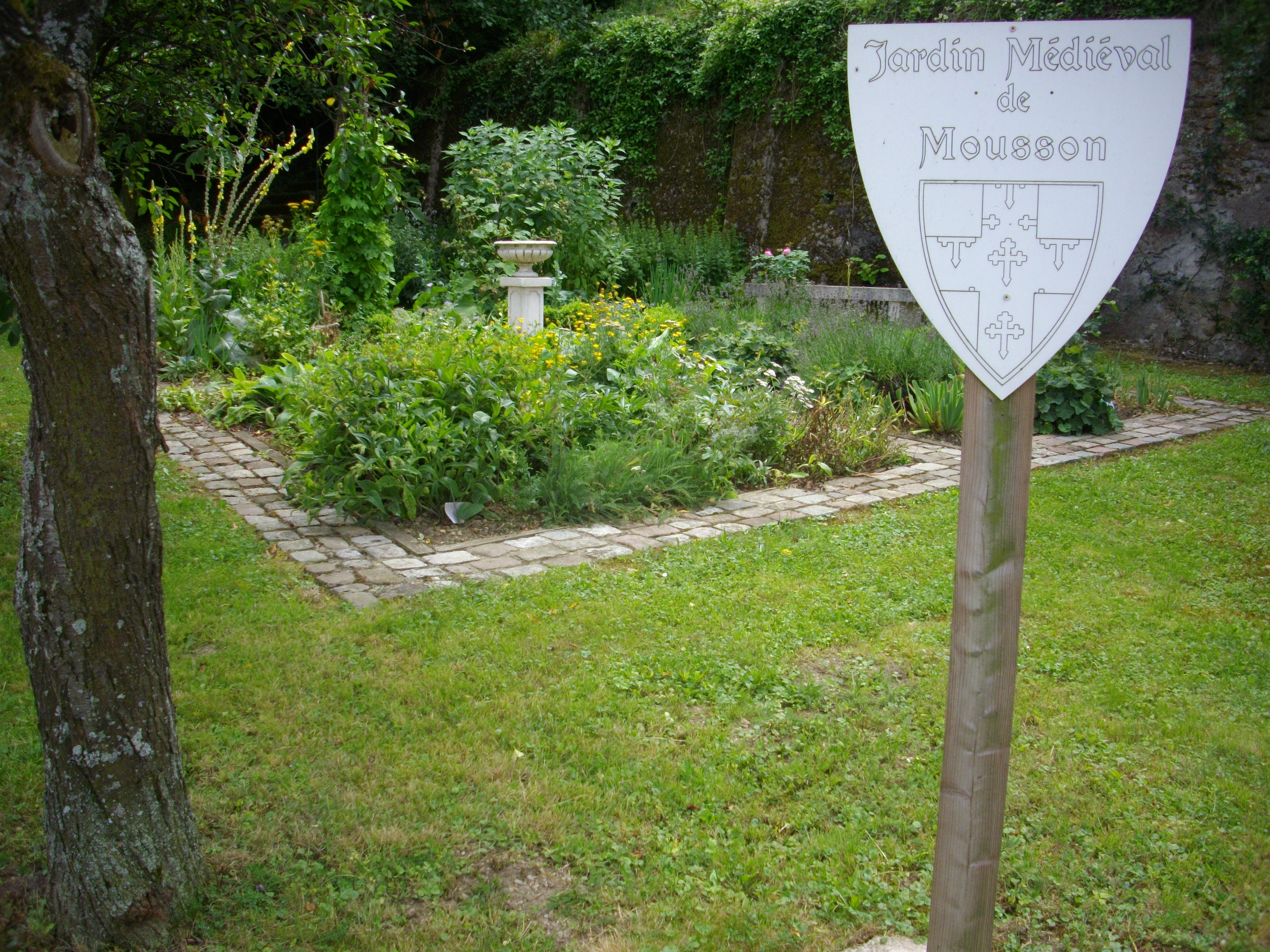
Jardin médiéval de Mousson (Meurthe-et-Moselle)
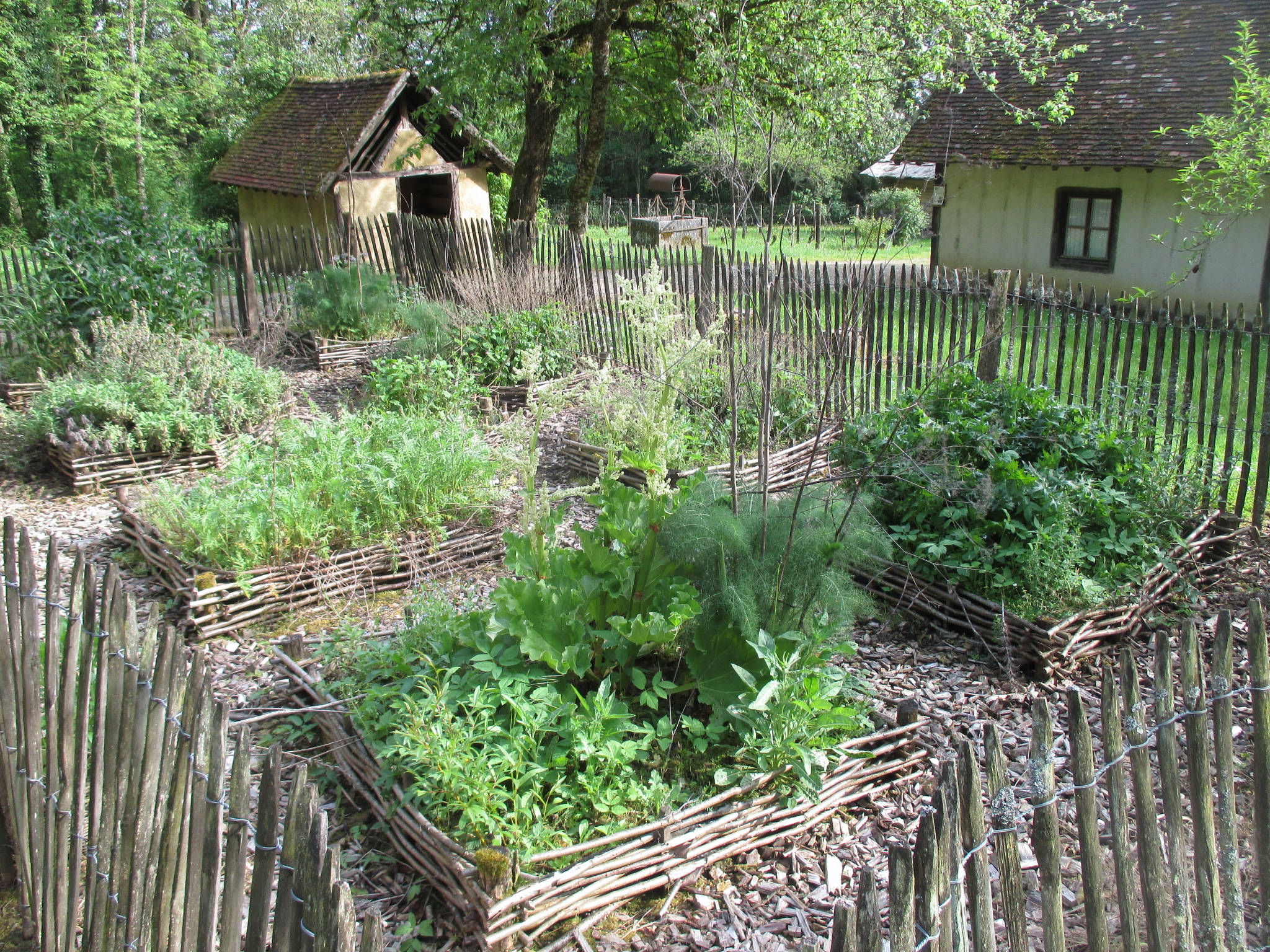
Baraques du 14 de la forêt de Chaux (Bourgogne-Franche-Comté)
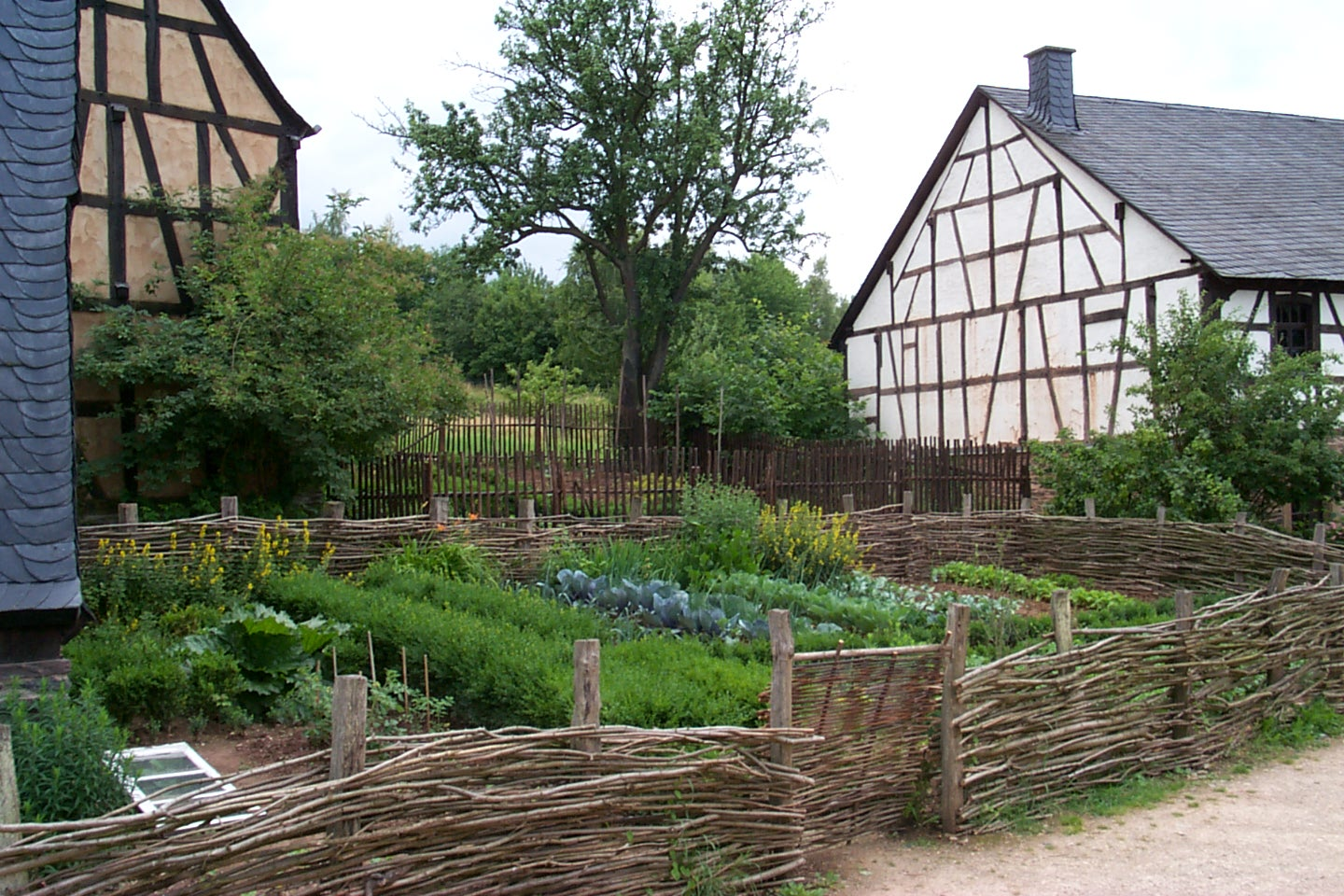
Jardin potager (Allemagne).
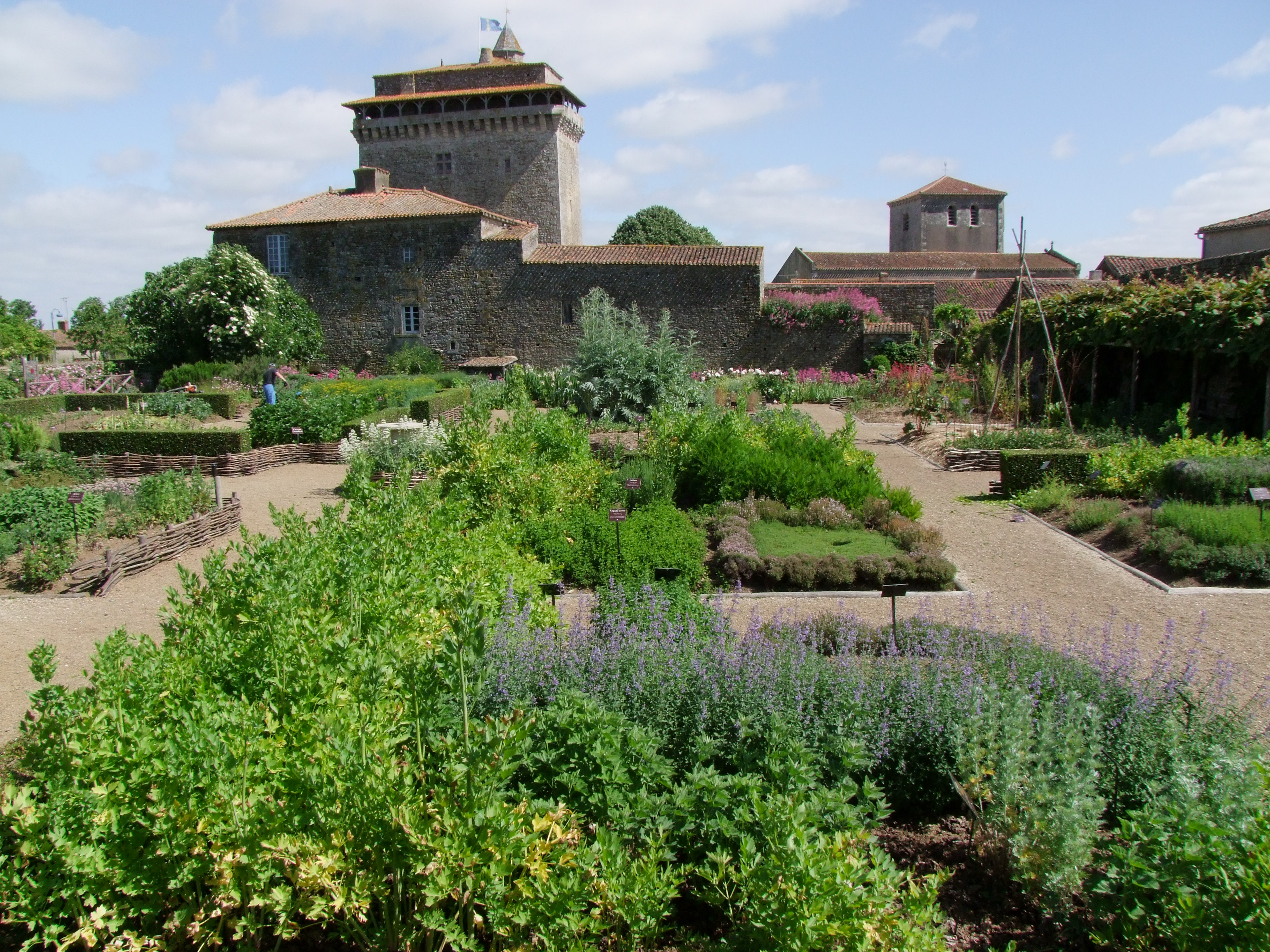
Jardin médiéval de Bazoges en Pareds (Vendée)
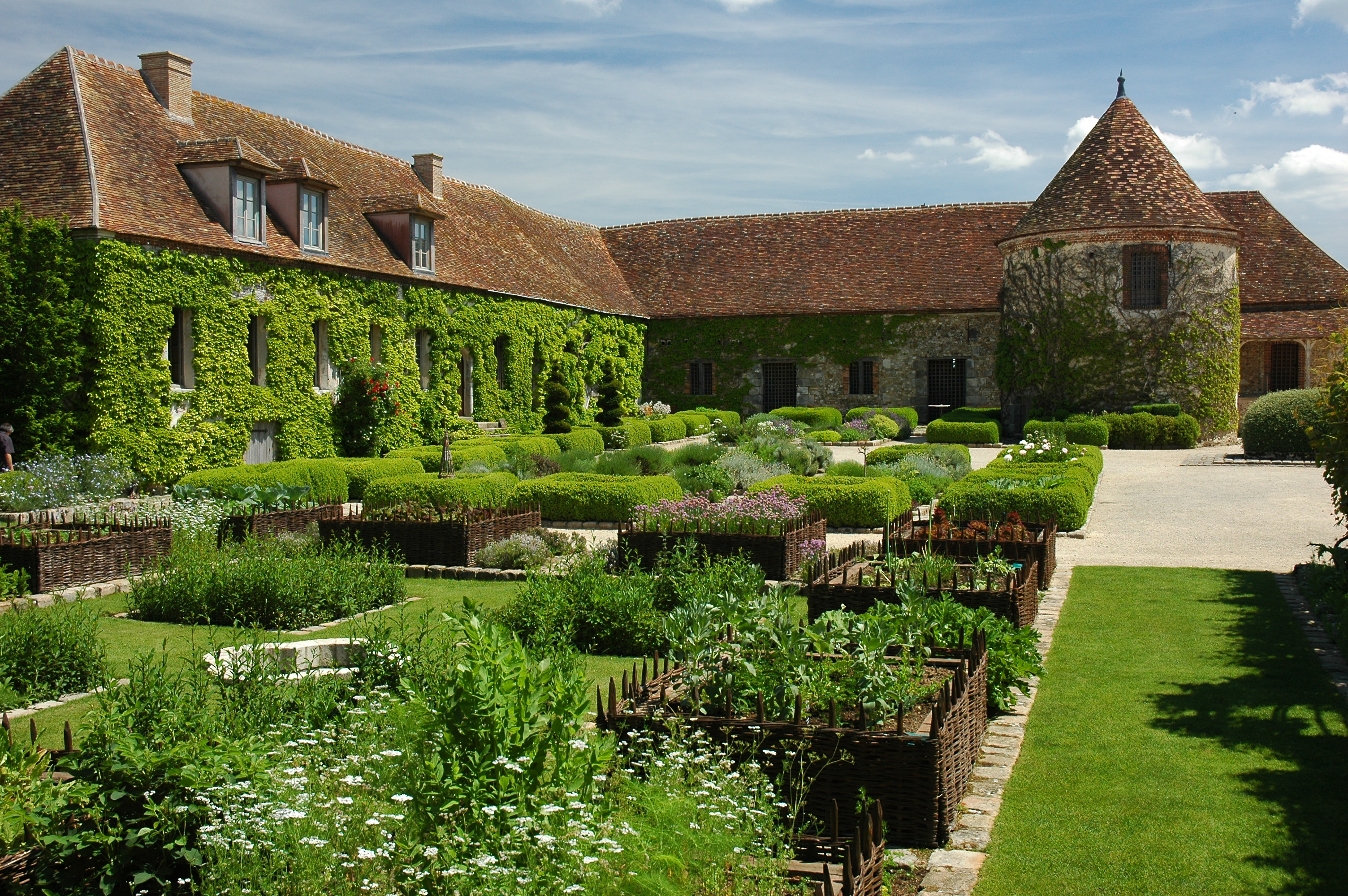
Jardin de la ferme de Bois Richeux de Pierres (Eure-et-Loir)
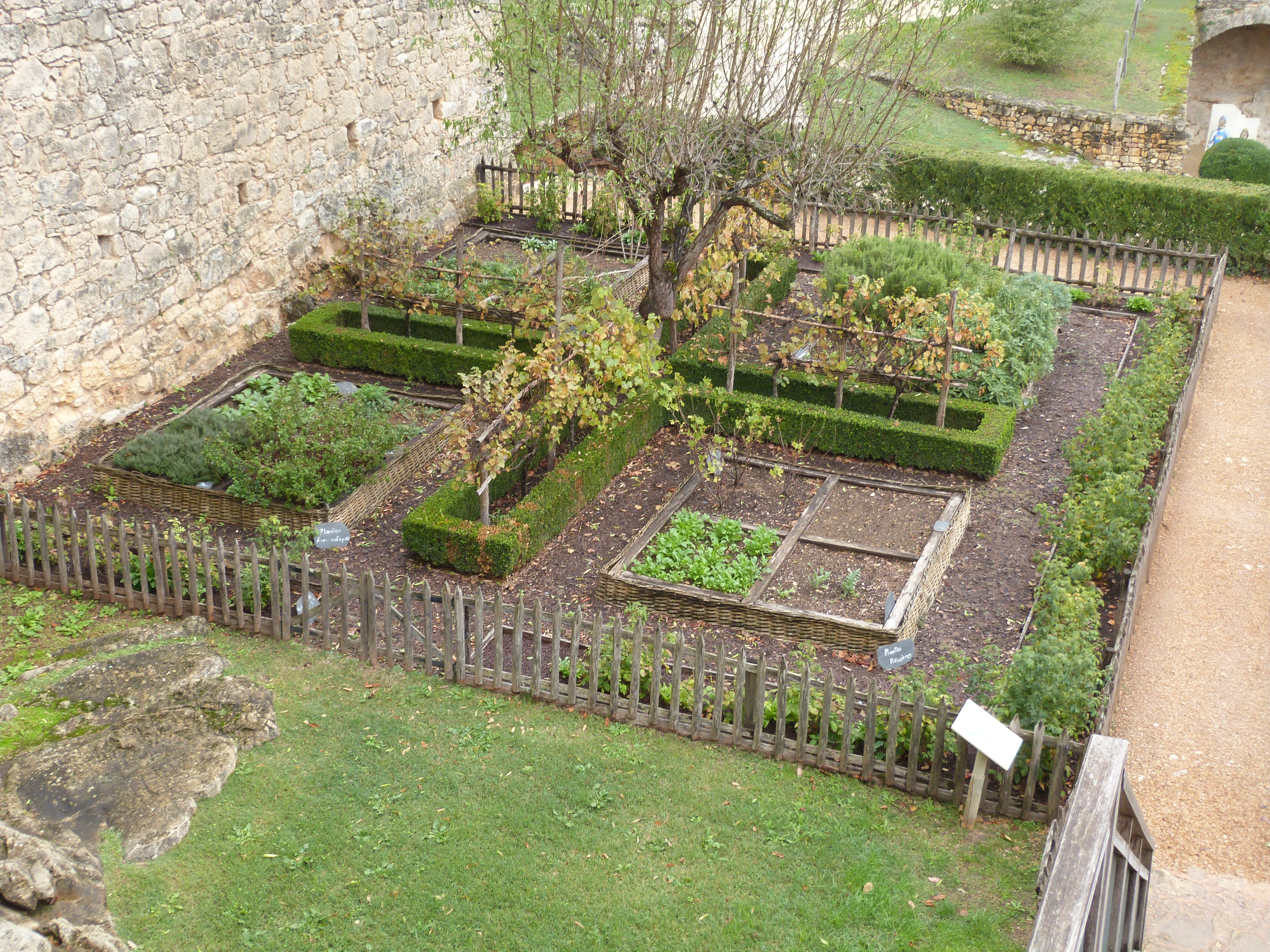
Château de Castelnaud (Périgord)
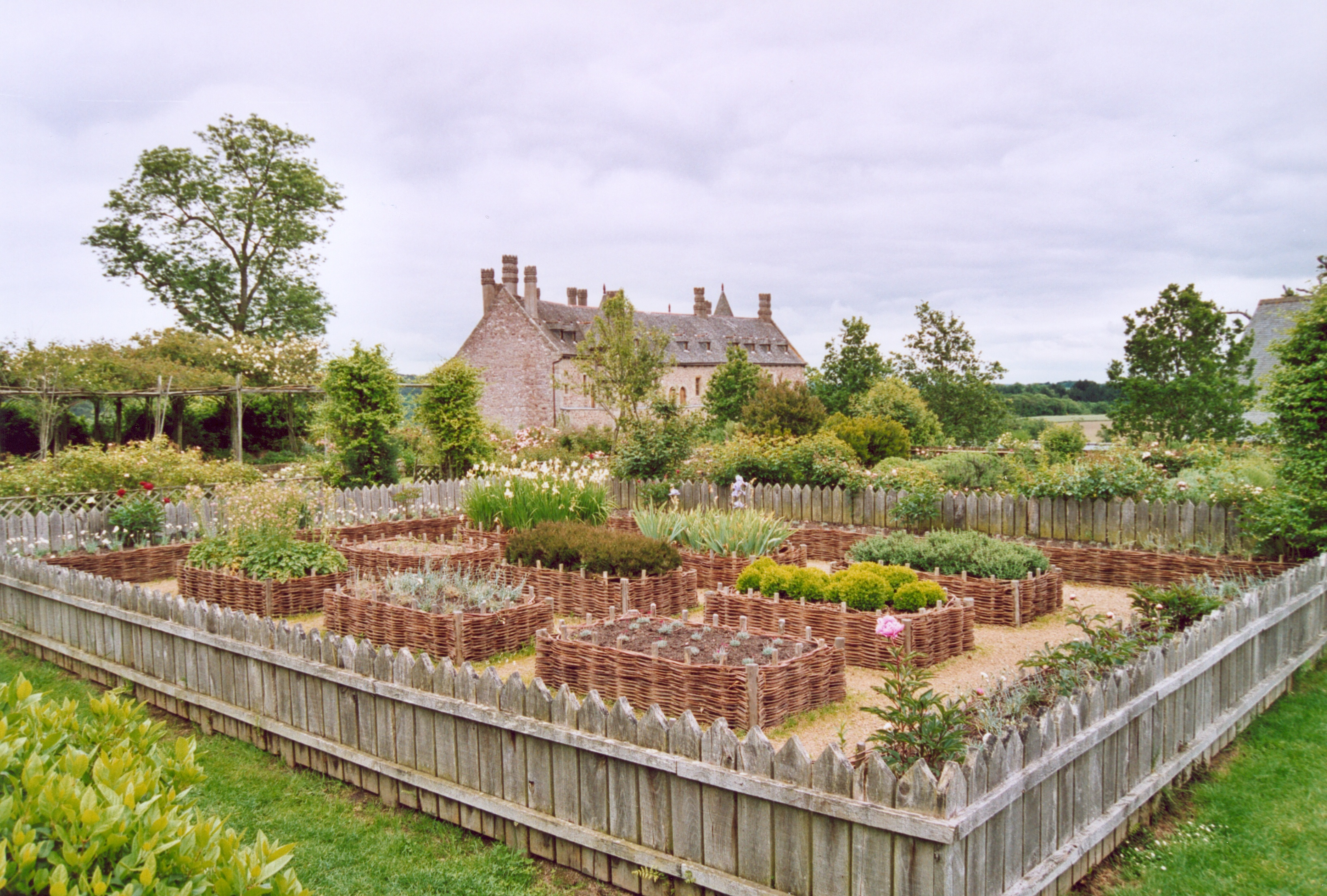
Château de la Roche-Jagu (Bretagne)
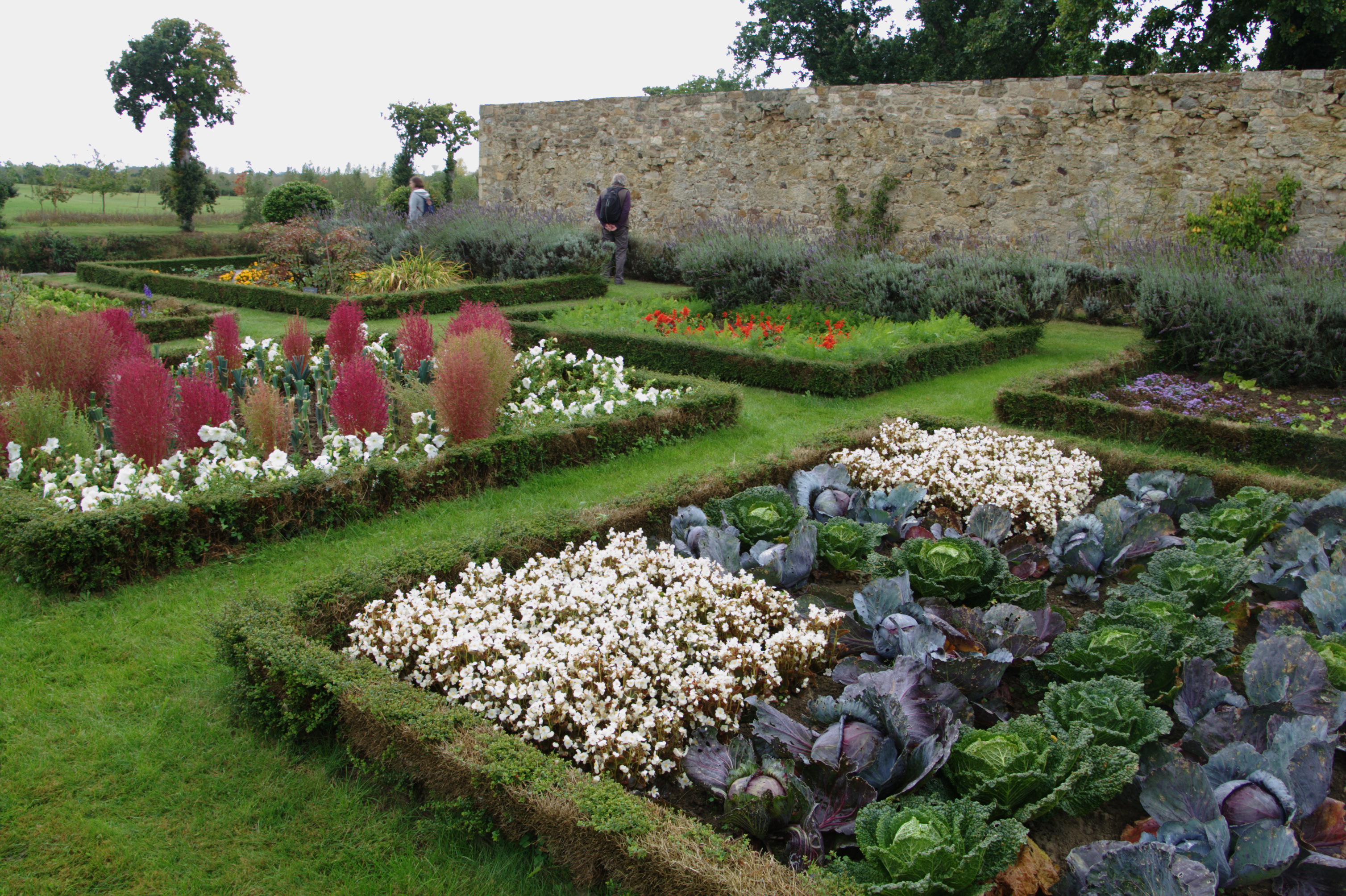
Manoir de la Coudraye (Bretagne)
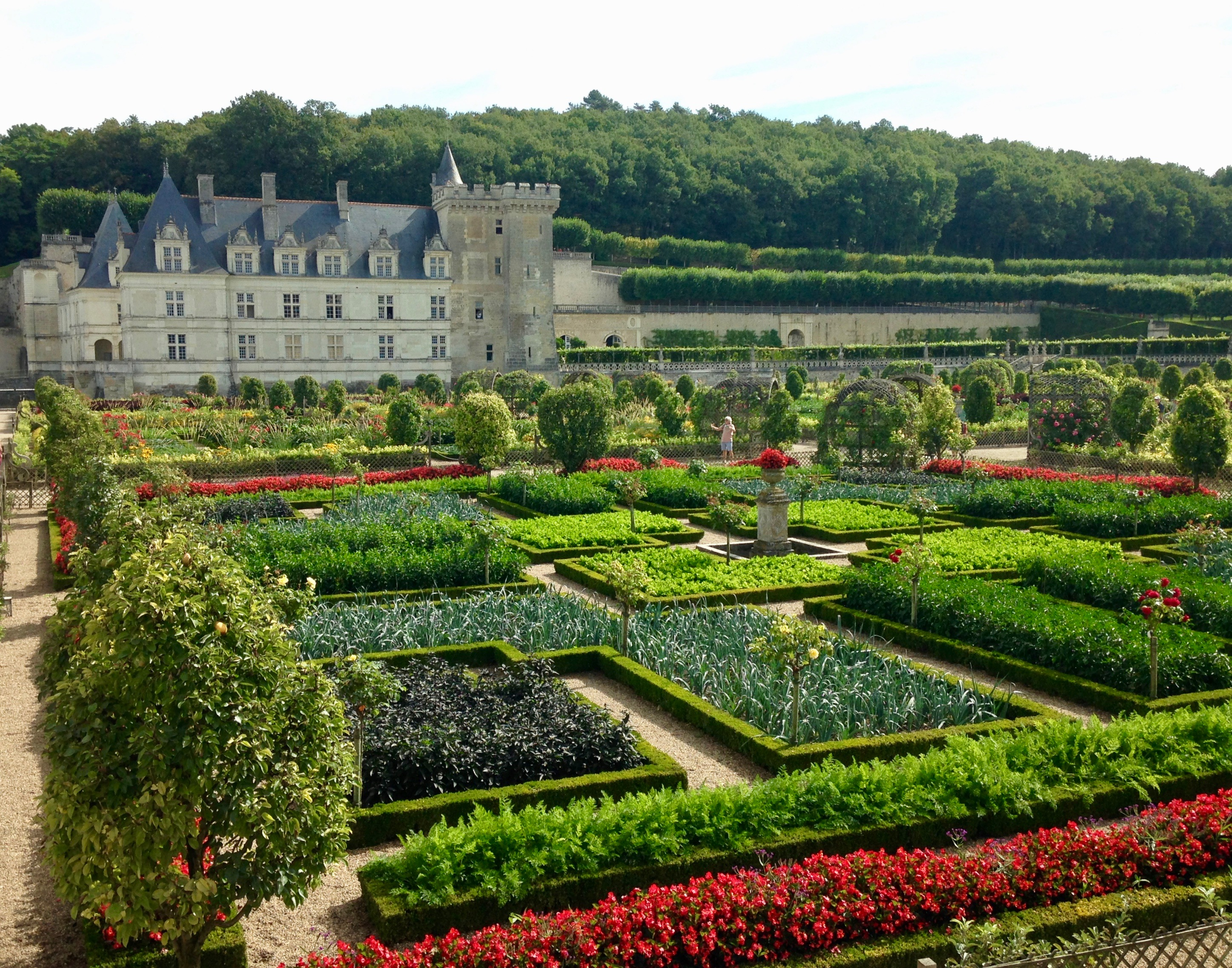
Jardins potagers du château de Villandry (Indre-et-Loire).
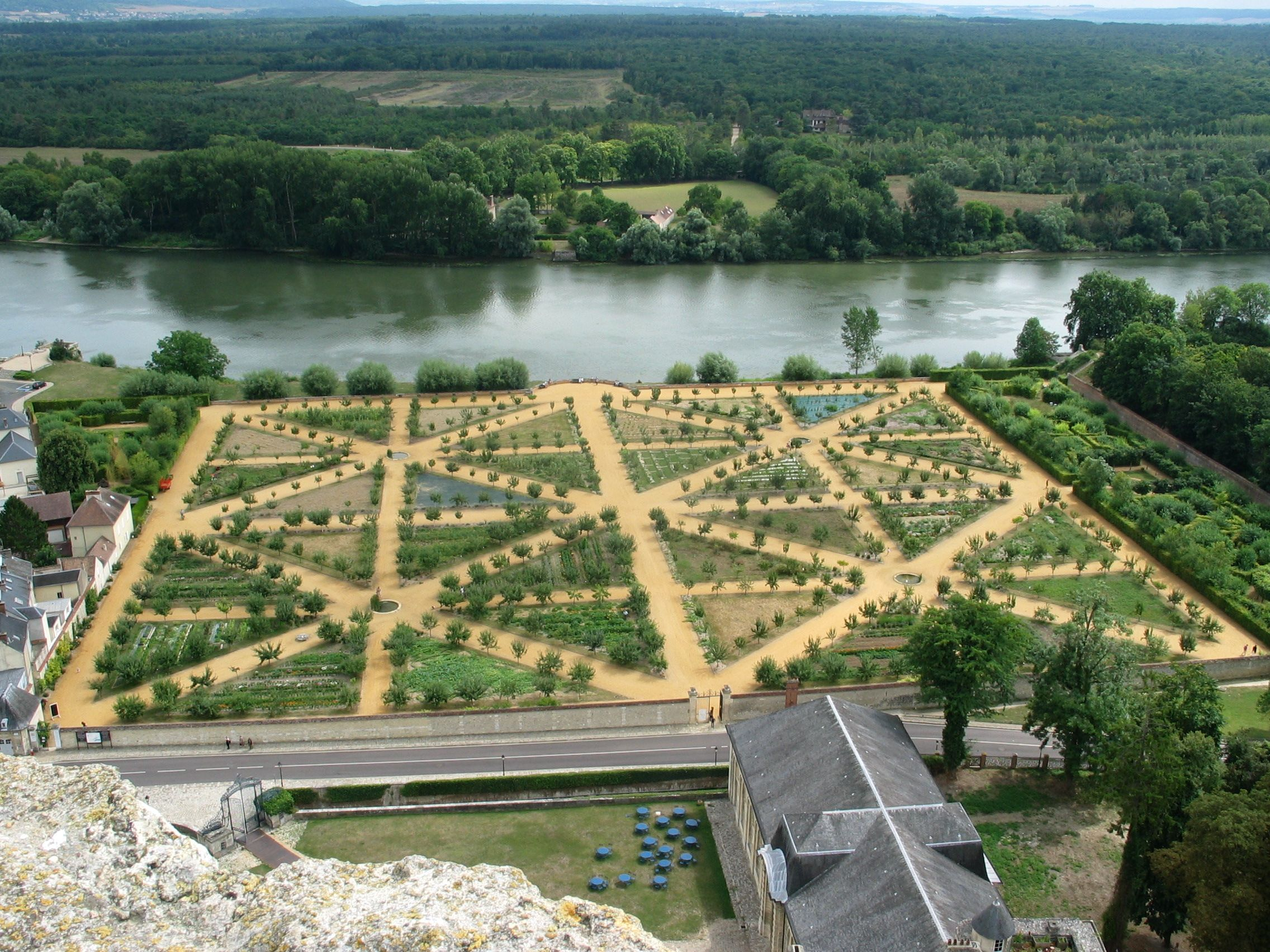
Potager du château de la Roche-Guyon (Val-d'Oise).

## Le jardin monastique
Le jardin de curé, ou de congrégations ecclésiastiques (inspiré du jardin d'Éden de la Bible de la religion abrahamique) reprend et inspire les principes des jardins médiévaux. La botanique et les techniques de culture sont un des thèmes d'étude de prédilection du monde monastique de l'occident chrétien, qui rédige et copie dans leurs scriptoriums du Moyen Âge (avant l'imprimerie du XVe siècle) de nombreux manuscrits et enluminures, qu'ils diffusent sur ce thème de prédilection.   

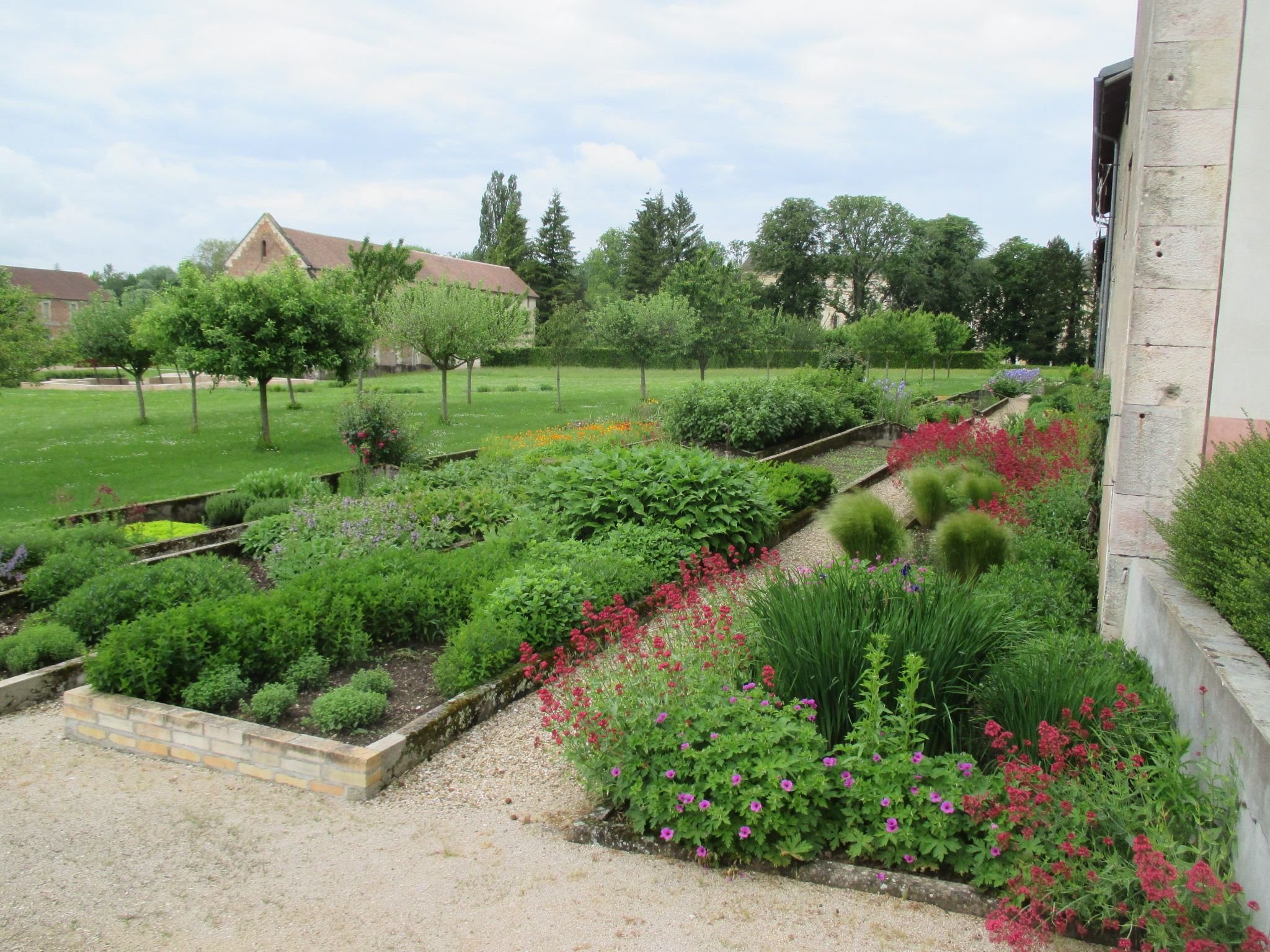
Abbaye de Cîteaux (Bourgogne-Franche-Comté)
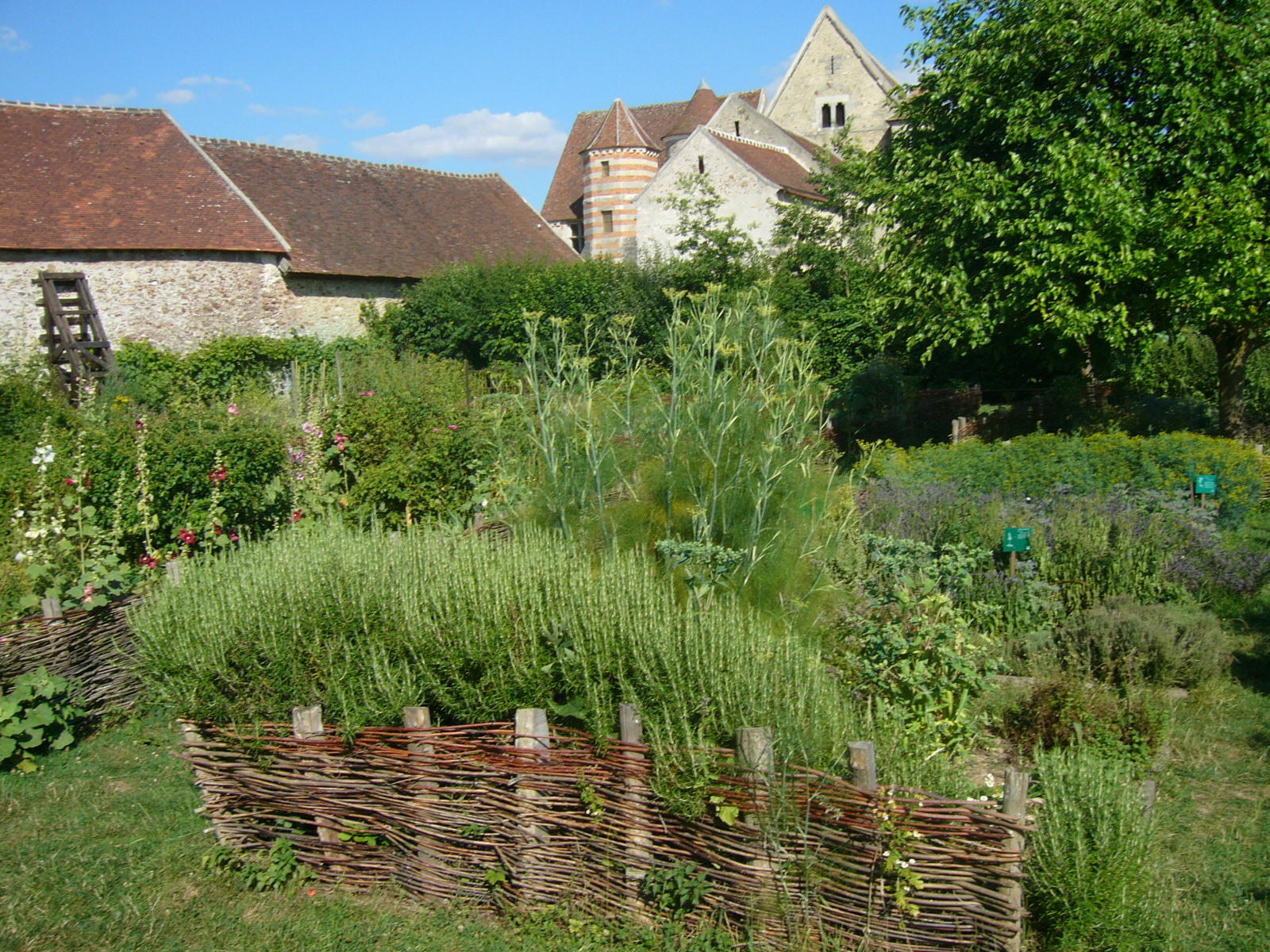
Commanderie de Coulommiers (Seine-et-Marne).
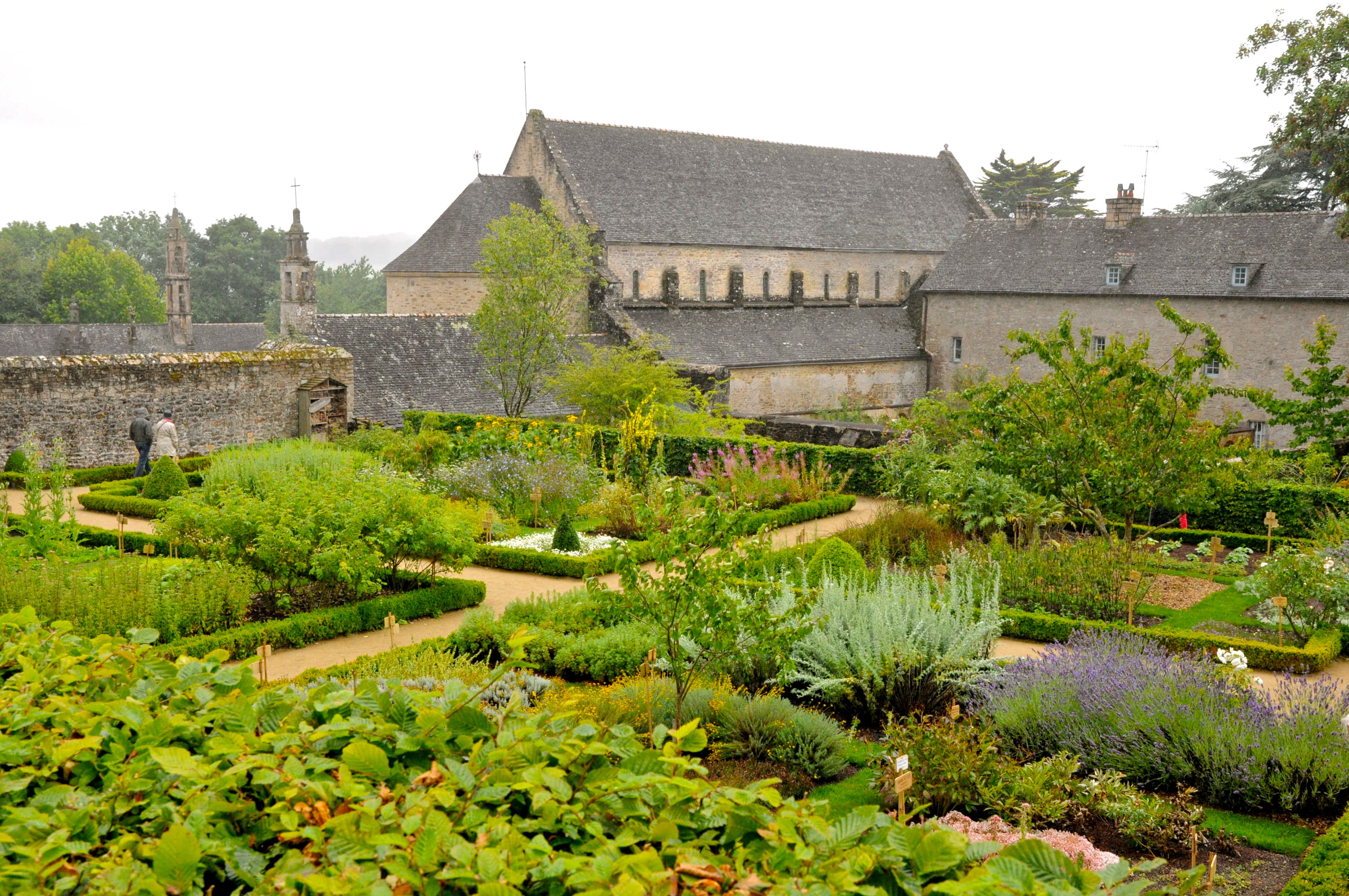
Abbaye Notre-Dame de Daoulas du Finistère en Bretagne
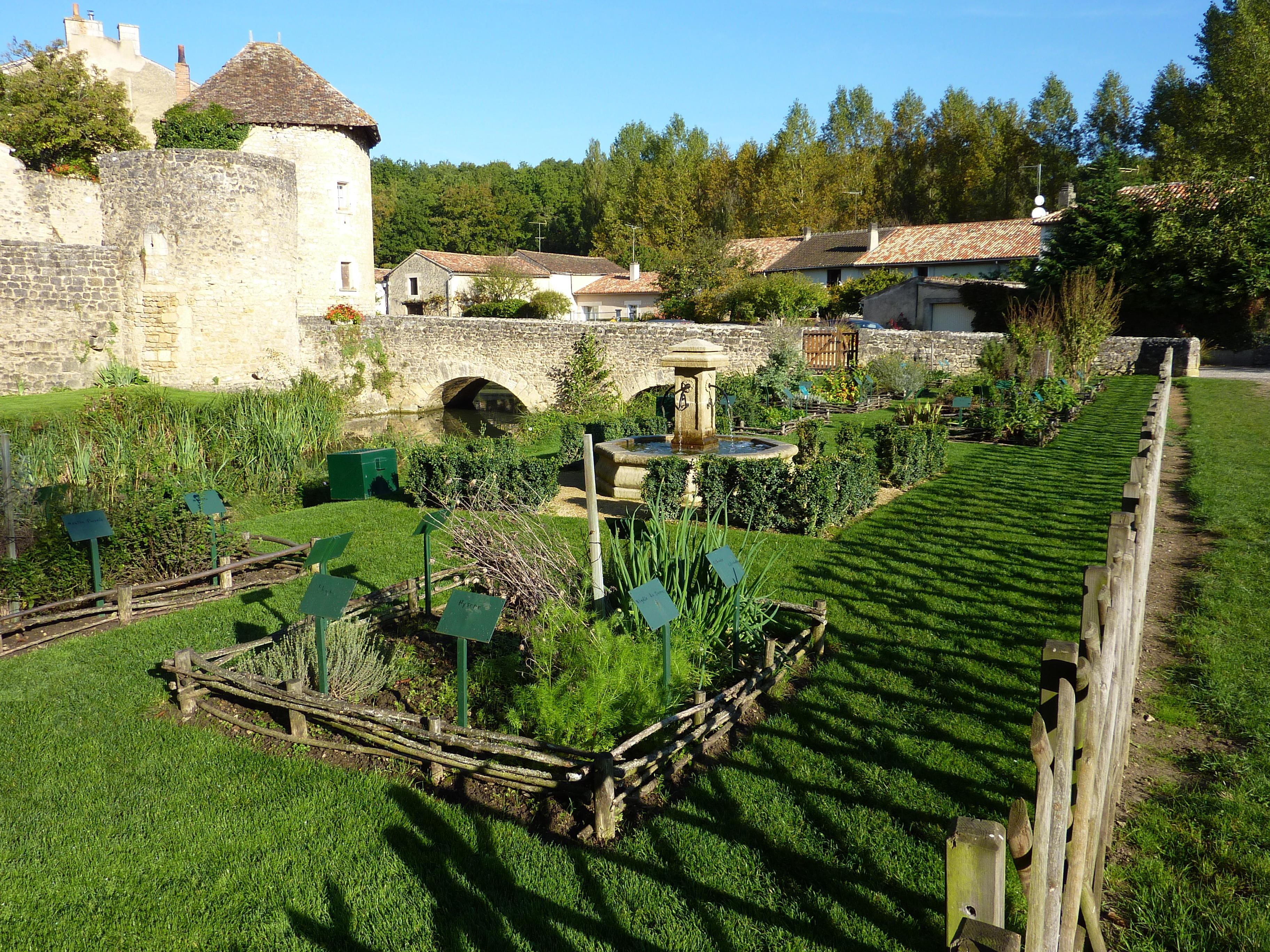
Abbaye Saint-Junien de Nouaillé-Maupertuis (Nouvelle-Aquitaine)
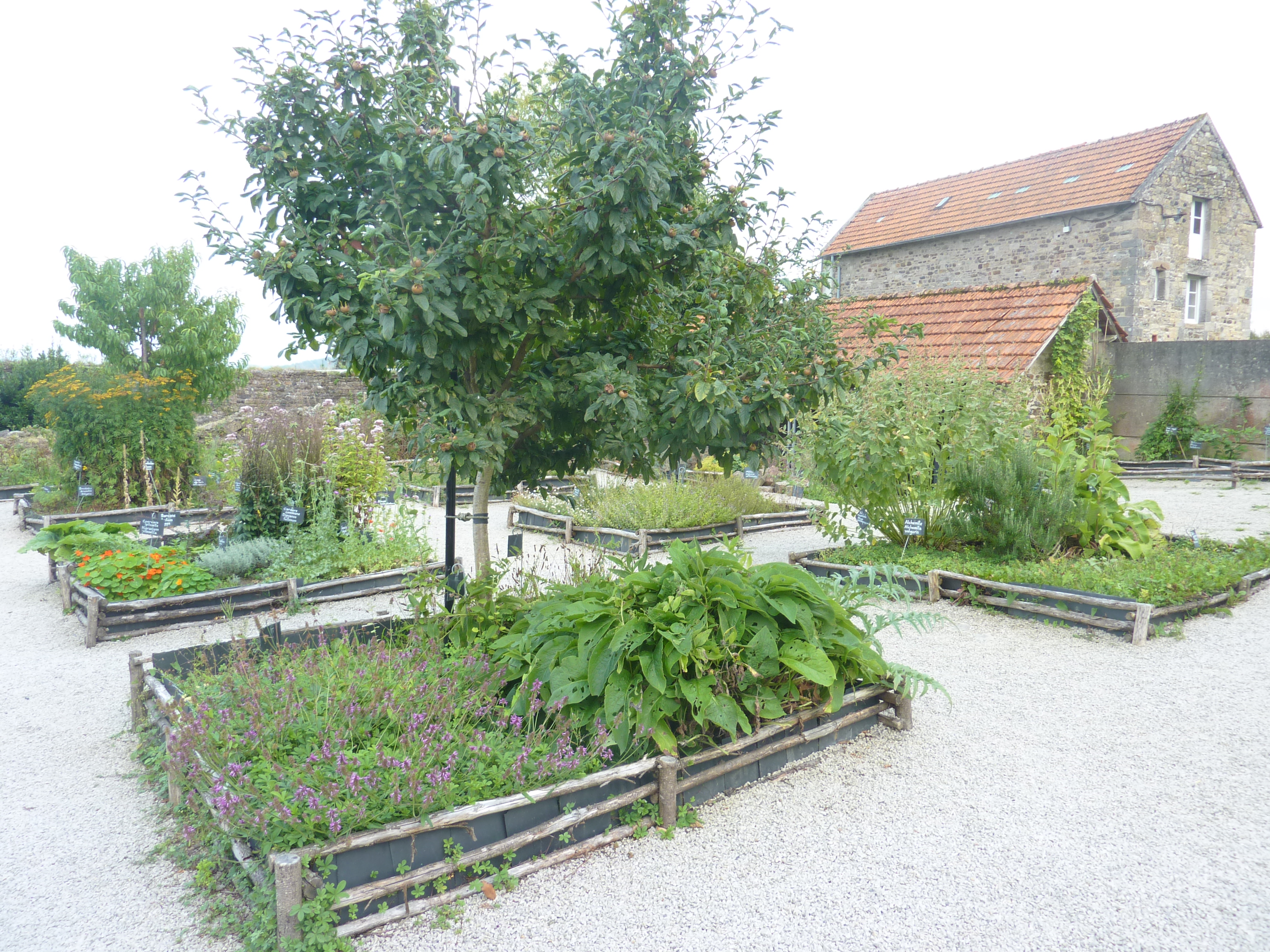
Abbaye Saint-Guénolé de Landévennec, en Bretagne.

## Le jardin courtois

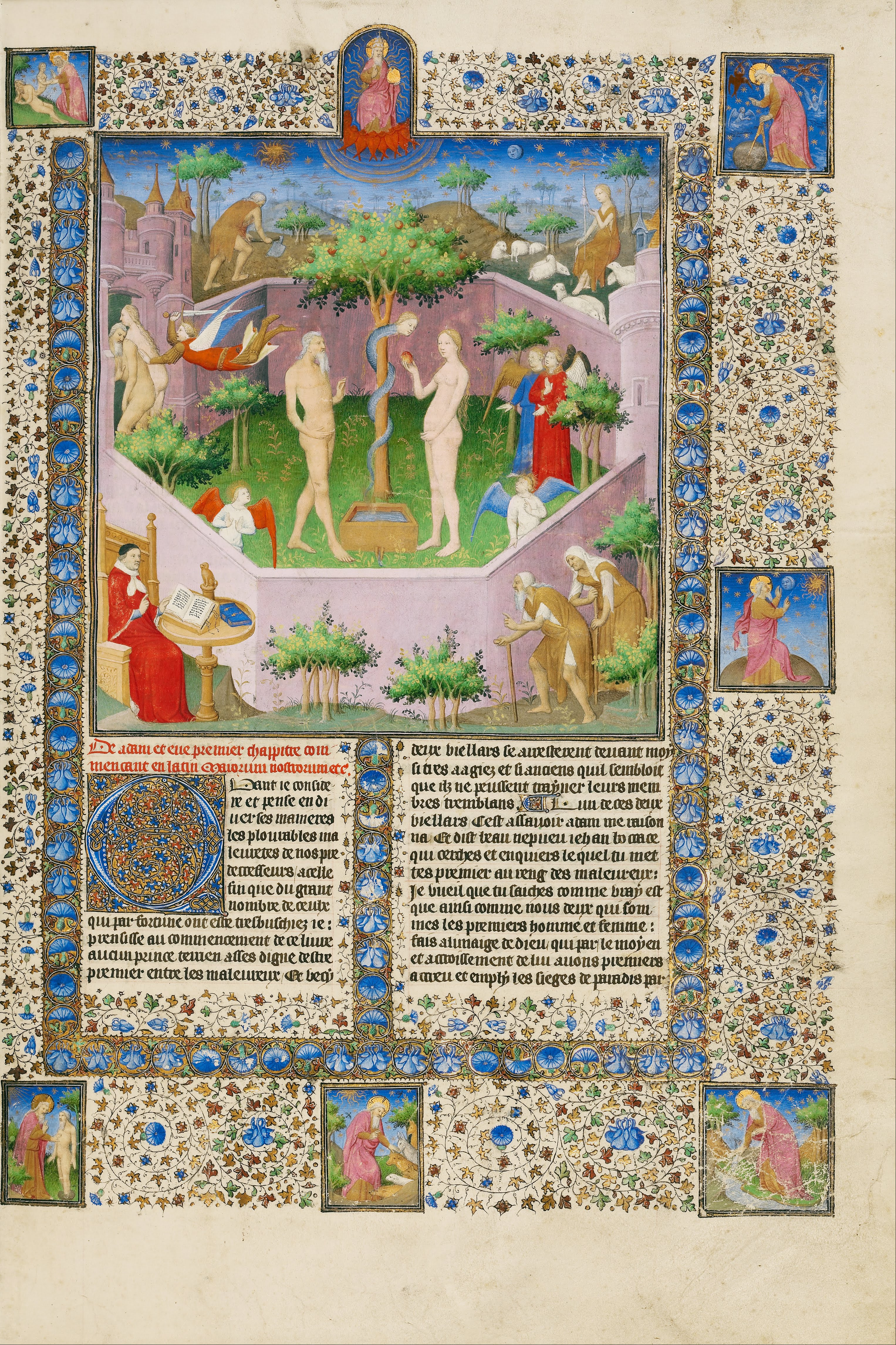
Le jardin d'Éden du Livre de la Genèse de la Bible et de la religion abrahamique.

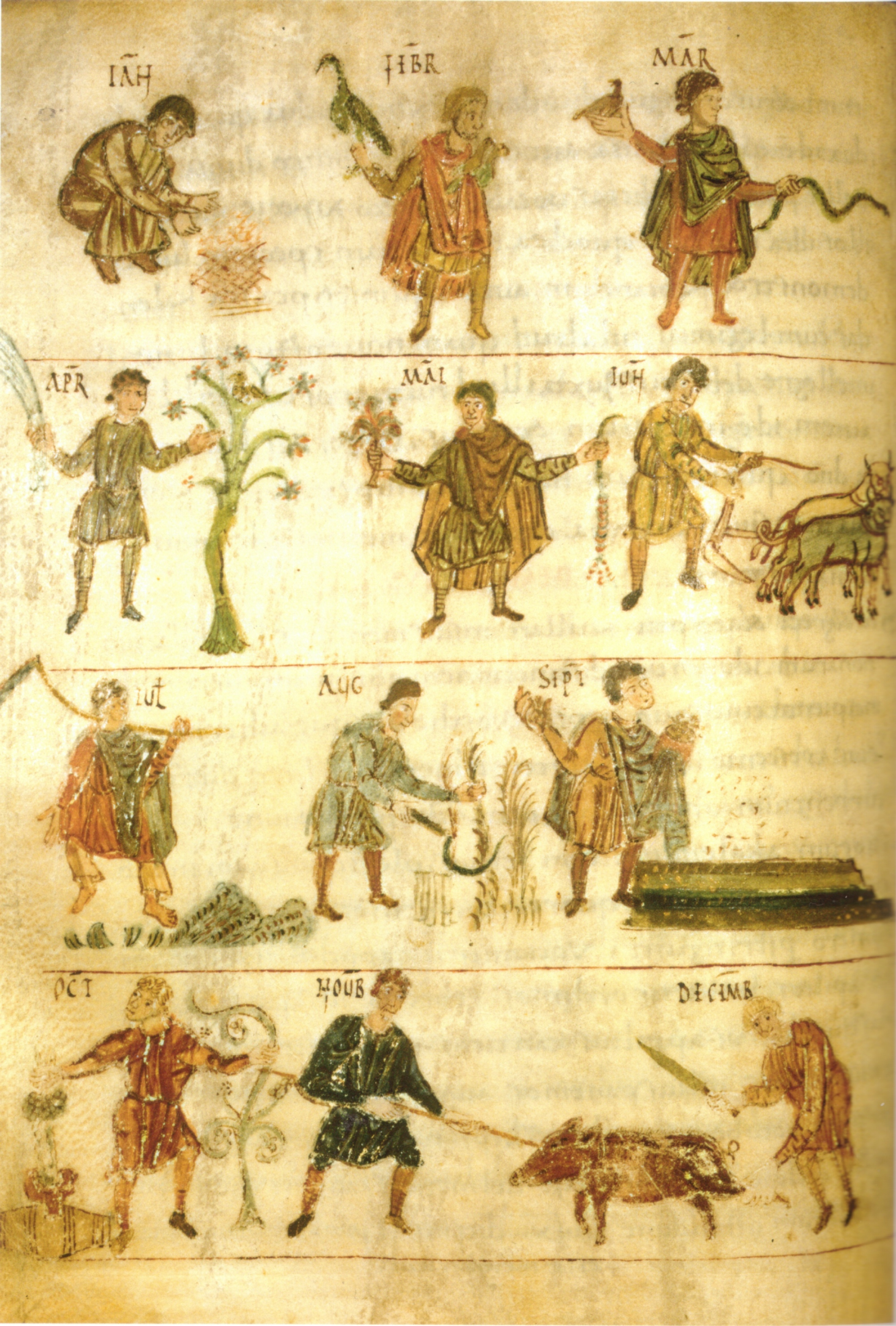
Capitulaire De Villis (ou liste de Charlemagne, ou Herbularius, VIIIe siècle)

Le jardin médiéval fait naître le thème du jardin idéal de l'amour courtois, inspiré des roman courtois et roman de chevalerie médiévaux (à l'image de la Légende arthurienne), thématique entre autres des poésies et chants des ménestrels et des troubadours (exaltation de l’amour idéalisé par des sentiments emprunts de noblesse et de respect, dans le but commun idéal d'atteindre la joie et le bonheur).

## Sources documentaires
Deux types de sources permettent de connaître les plantes et jardins du Moyen Âge : 
- Les documents écrits : manuscrits.
- Les illustratible ble bleons : enluminures du Moyen Âge.

### Quelques documents
- Le capitulaire De Villis, ou liste de Charlemagne, aussi appelé Herbularius (fin du VIIIe siècle ou début du IXe siècle)[3], comprend une liste de 90 espèces à planter dans les cloîtres et les jardins de l'Empire carolingien. Parmi elles, des légumes, des herbes médicinales et des herbes aromatiques pour préparer remèdes, tisanes et onguents, mais aussi des herbes condimentaires pour relever les plats.
- Le plan de Saint-Gall (plan du IXe siècle d'une abbaye jamais construite et de ses jardins) de la bibliothèque de l'abbaye de Saint-Gall en Suisse alémanique[12].
- Le Tacuinum sanitatis (ou Traité illustré de Santé) traitant entre autres d'alimentation (vers 1050).
- Physica, de l'abbesse allemande Hildegarde de Bingen, décrit près de 300 plantes (XIIe siècle).
- Le  Rustican (d)(Vikidia) ou Le Livre des profits champêtres et ruraux de Pietro de' Crescenzi, sur les plantes et leur culture (XIIIe siècle)[13].
- Le Livre des simples médecines (XVe et XVIe siècles)[13].

### Miniatures et enluminures
Les miniatures et enluminures sont extraites de livres de prières, appelés livres d’heures, avec pour les plus remarquables : 
- Les Très Riches Heures du duc de Berry des frères de Limbourg (XVe siècle)[14].
- Le Livre d'heures d'Étienne Chevalier, de Jean Fouquet (XVe siècle).
- Les Grandes Heures d'Anne de Bretagne, considéré comme un véritable traité de botanique de la fin du Moyen Âge (XVIe siècle) [14]

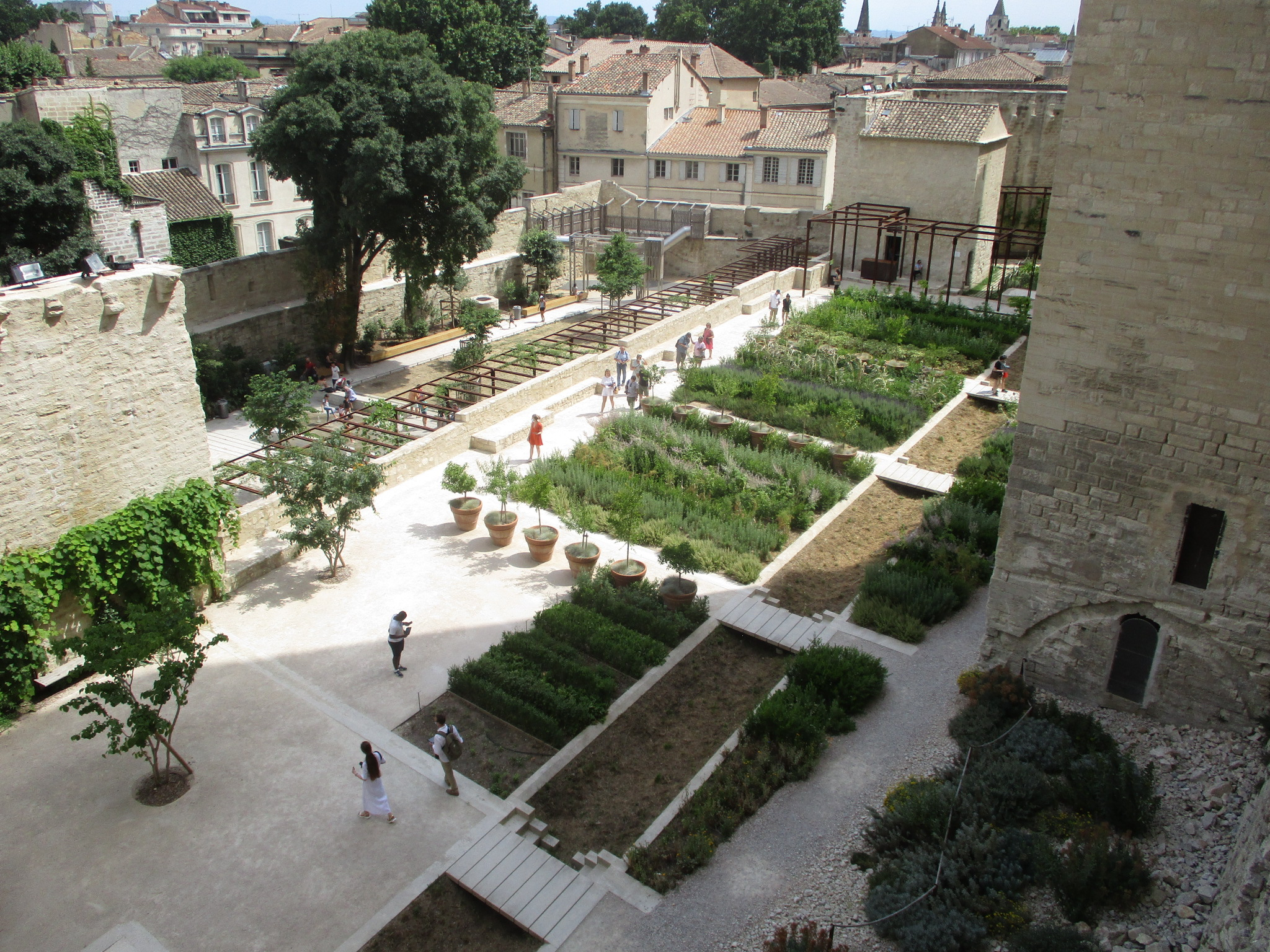
Jardins du palais des papes d'Avignon, en Provence.

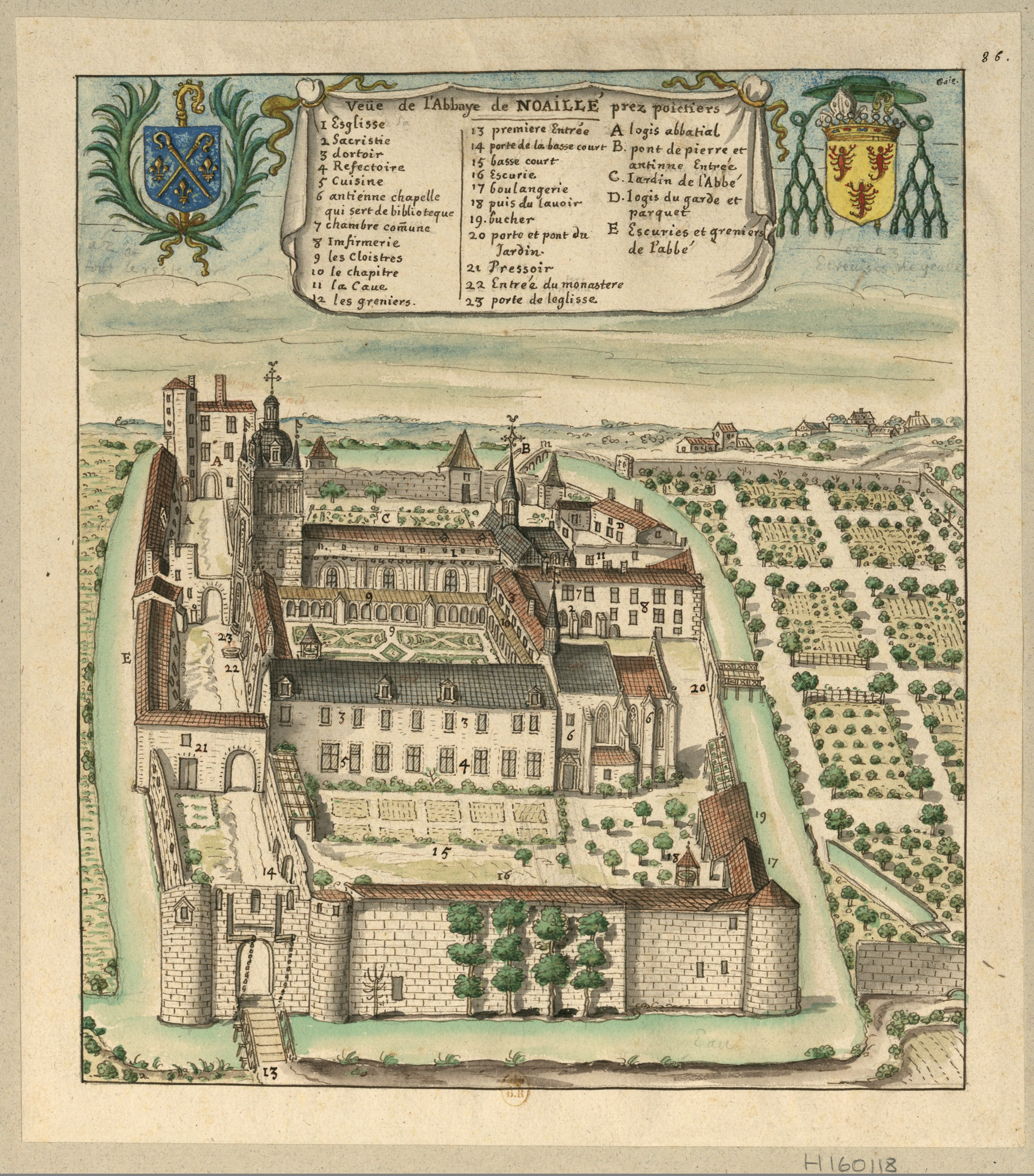
Abbaye Saint-Junien de Nouaillé-Maupertuis (Nouvelle-Aquitaine)

## Quelques jardins d'inspiration médiévale
Liste des jardins d'inspiration médiévale :
- Jardin monastique de Tusson (Charente)[15].
- Abbaye Notre-Dame de Fontevraud (Maine-et-Loire)[15].
- Abbaye Saint-Pierre de Moissac (Tarn-et-Garonne)[15].
- Abbaye Saint-Junien de Nouaillé-Maupertuis (Nouvelle-Aquitaine)
- Jardin médicinal de l'abbaye Notre-Dame de Daoulas (Bretagne)[15].
- Jardins du palais des papes d'Avignon (Provence)
- Prieuré Notre-Dame de Salagon (Alpes-de-Haute-Provence)
- Abbaye de Saint-Philbert-de-Grand-Lieu (Pays de la Loire)
- Abbaye Saint-Guénolé de Landévennec (Bretagne)
- Église et cloître des Récollets de Saverne (Alsace)

- Jardin médiéval du musée de Cluny, du musée national du Moyen Âge de Paris[15].
- Jardin médiéval de Bazoges en Pareds (Vendée)
- Jardin des Cinq Sens du château d'Yvoire (Haute-Savoie)
- Baraques du 14 de la forêt de Chaux (Bourgogne-Franche-Comté)
- Les Fermes du Moyen Âge de Saint-Julien-aux-Bois (Corrèze) : au sein d'un village médiéval, avec plus de 350 plantes régionales collectées en plus de 60 ans de recherches[16].
- Le potager du Roi (XVIIe siècle) et le Hameau de la Reine (XVIIIe siècle) du château de Versailles, sont inspirés des jardins médiévaux.

### Filmographie
- Jardins de parchemin, par Gabriel Peynichou, Sylvie Germain et Pierre-Gilles Girault, film vidéo 26 min, Chamaerops productions (première diffusion France 3, 7 novembre 2003).
- Jardins d'amour, par Olivier Segard, film documentaire de 52 min, coproduit par Cercle bleu Productions et KTO (diffusé plusieurs fois sur KTO en février 2016).